# Aleko (film)
Aleko (Алеко) è un film del 1953 diretto da Grigorij L'vovič Rošal' e Sergej Il'ič Sidelёv.

## Trama
Sono passati due anni da quando la giovane zingara Zemfira ha portato nella tenda del padre il giovane biondo Aleko, che aveva lasciato la città per amore e per una vita libera. Ma Zemfira si innamora di una giovane zingara. Presa dalla gelosia, Aleko accoltella Zemfira e il suo amante con un pugnale ...